# Ponyvaregény (film)
A Ponyvaregény (eredeti cím: Pulp Fiction) 1994-ben bemutatott amerikai bűnügyi film Quentin Tarantino rendezésében. A forgatókönyvet eredetileg Roger Avary írta, Tarantino csak azután kezdte átitatni a számára oly kedves francia új hullámos filmek hangulatával, miután megvette tőle a történet jogát. A film elnyerte az 1994-es cannes-i filmfesztivál  fődíját, az Arany Pálmát.

## Történet
A film fejezetekre bontva több, összefüggő történetet mesél el Los Angeles alvilágának életéből. Az egyes fejezetek nem időrendben követik egymást, ez adja az egyik különlegességét a filmnek.

### Az étteremben (első rész)
A film nyitójelenetében egy szerelmespár, "Tökfej" (Tim Roth) és "Nyuszimuszi" (Amanda Plummer) egy étteremben reggeliznek, amikor elhatározzák, hogy kirabolják azt.

### Jules és Vincent
Két bérgyilkos, Jules Winnfield (Samuel L. Jackson) és Vincent Vega (John Travolta) ugyanaznap reggel behatolnak egy lakásba, hogy visszaszerezzenek egy táskát főnöküknek, Marsellus Wallace-nak (Ving Rhames), melyet egy embere, Brett eltulajdonított. A táskát – aminek tartalma a film során nem derül ki – megtalálják, Brett-et, és társát megölik.

### Vincent Vega és Marsellus Wallace felesége
Másnap este Vincent Vega – főnöke kérésére – elviszi főnöke feleségét, Mia Wallace-t (Uma Thurman) szórakozni a Jack Rabbit Slim's nevű étterembe, ahol vacsoráznak és táncolnak. Vincent kényes helyzetben van: a nő, (aki ki is akar kezdeni vele) tetszik neki, de nem mer hozzá közeledni, mert azt beszélik, Marsellus féltékeny természetű, és kidobta egy emberét az ablakon, csak mert az megmasszírozta a felesége lábát. De a főnök azt sem értékelné, ha a nő panaszkodna neki, hogy Vincent nem teljesítette a kívánságait.
Mikor Mia és Vincent felmennek a Wallace-villába, a nő a férfi zsebében egy csomag kábítószert talál. Azt gondolja, kokain, és felszippantja az orrába. A drog valójában heroin volt, és Mia túladagolás miatt az eszméletét veszti. Vincent pánikba esik, és elviszi a nőt Lance-hez, a drogdílerhez (Eric Stoltz), aki adrenalin-injekcióval megmenti az életét. Mia és Vincent megegyeznek, hogy az esetről nem szólnak Marsellusnak – a kényes helyzet rendeződött.

### Az aranyóra
A lassan kiöregedő bokszoló, Butch Coolidge (Bruce Willis) pályájának csúcsát jelentő meccsre készül. Marsellus megvesztegeti, hogy büszkeségét félretéve veszítse el a meccset. A megbeszélés Marsellus bárjában zajlik, ahova a megállapodásuk után trikóban és rövidnadrágban beállít Jules és Vincent, kezükben az aktatáskával. Vincent a rajta csodálkozó Butch-ot simán melegebb éghajlatra küldi.
Butch gyermekkorában kapott egy aranyórát, amely valaha a dédapjáé volt. Egy katonatiszt (Christopher Walken) hozta el neki, aki a vietnámi háborúban apjával együtt esett fogságba, és hogy a vietkongok ne találják meg nála az órát, a végbelébe rejtette azt. A kis Butch büszkén fogadta el dédapja örökségét.
Butch elfogadta Marsellus érvelését (hogy lassan kiöregszik, ezért már nem győzelmekre, hanem pénzre van szüksége) és a vesztegetési pénzt is, de ami a meccset illeti, más terve van. A kapott pénzen magára fogad, majd megnyeri a meccset. (Úgy kiüti ellenfelét, hogy az belehal.) Ezután elmenekül barátnőjéhez, Fabienne-hez (Maria de Medeiros), aki a megbeszélésük szerinti dolgaikat összecsomagolva már egy rejtekhelyre költözött. Mikor Butch felfedezi, hogy Fabienne elfelejtette elhozni az órát, visszamegy érte a lakására, bár sejti, hogy Marsellus már bérgyilkosokat állított rá. Megtalálja az órát, sőt a konyhában egy hangtompítós gépfegyvert is, melyet az őt váró bérgyilkos, Vincent Vega tett le addig, amíg a WC-re ment. Vincent hosszasan időzik a WC-n, mert ott ülve egy ponyvaregényt olvas. Így Butch magához veheti a fegyvert, és a WC-ből kilépő Vincentet szitává lövi. Ezután, immár az órával a karján, autóba száll.
Mikor Butch megáll egy piros lámpánál, éppen Marsellus halad át előtte az úton, aki észreveszi őt a kocsiban. Butch a pirosba hajtva elüti kocsijával, de karambolozik egy, a zöldben haladó kocsival. Marsellus túléli, és rátámad a szintén sérült Butchra. Sebesülten is üldözni kezdi az utcán, míg végül egy boltban kötnek ki, ahol Butch kis híján megöli Marsellust, ám a boltos fegyvert ránt, elfogja és megkötözi őket. Ezután hívja a társát, Zedet, egy biztonsági őrt, majd egy pincébe hurcolja a két, kipeckelt szájú foglyot. Kiderül, hogy a boltos és társa szadista homoszexuálisok, akiknek van egy másik barátjuk is, kinek az arcát nem látni, mivel egy szadomazo felszerelés egészen eltakarja. A férfi egy ládában lakik és lánccal van lekötözve, mint egy kutya. A cipzáros maszkja miatt beszélni sem tud. Zed és a boltos foglyaikkal akarnak "szórakozni". Zed egyszerű kiszámolóval Marselleust választja, egy másik terembe hurcolja és megerőszakolja. Butch kiszabadítja a megkötözött kezeit, majd leüti Zed maszkos társát, akit a saját lánca akaszt fel. Elmenekülne, de hallván a másik helyiségből kijövő hangokat rövid töprengés után rájön, hogy ezt mégsem nézheti tétlenül, mert rendkívül undorító. Ezért segít Marselluson. A boltban fegyvert keres és némi válogatás után talál egy szamurájkardot. Belopakodik a másik helységbe és megöli a boltost, Zedet pedig a kiszabadított Marsellusra hagyja. Marsellus egy sörétes puskával az ágyékán lövi Zedet, aki szörnyű kínokat él meg, de Marsellus még további kínzásokat helyez kilátásba vele szemben, amelyhez pribékeket hívat. Ezután megbocsát Butchnak, és elengedi azzal a feltétellel, hogy elmegy Los Angelesből, és az esetről nem beszél senkinek, minthogy ez számára hatalmas szégyen lenne. Butch ezután Zed motorjával ("chopperével") Fabienne-ért megy, és azzal elhagyják a várost.

### A Bonnie-ügy
A történet ezután visszaugrik arra a reggelre, amikor Vincent és Jules megszerezték a táskát. Miután Brettet és társát lelövik, egy harmadik férfi ugrik elő a fürdőszobából, és pisztolya egész tárát rájuk lövi. Valamennyi lövedék a falba fúródik, a két bérgyilkos nem sérül meg. Megölik a férfit, majd az eredetileg a szobában tartózkodók közül az egyetlen túlélőt, informátorukat, Marvint magukkal viszik. Miközben a kocsiban Vincent kezében pisztolyát lóbálva Marvinnak magyaráz, a fegyver véletlenül elsül, és az egész kocsit elborítják Marvin vére és agydarabjai.
A hullát Jules haverjához, Jimmyhez (Quentin Tarantino) viszik, aki kiborul, hiszen hamarosan hazaér a felesége, Bonnie, és ha megtalálja a hullát, el fog válni Jimmytől. Jules felhívja Marsellus Wallace-t tanácsért, aki kiküldi hozzájuk Winston Wolfe-ot, a problémamegoldót (Harvey Keitel). Wolfe a kezébe veszi az irányítást, a hullát zsákba varrják, a kocsit kitakarítják, a két bérgyilkos pedig megfürdik és új ruhát, trikót és rövidnadrágot kap. Ezután a kocsit a hullával együtt Monster Joe roncstelepére szállítják.

### Az étteremben (második rész)
Jules és Vincent, miután a Bonnie-ügyet sikeresen megúszták, reggelizni mennek, pontosan abba az étterembe, amelyet a film elején is láttunk. Jules úgy véli, az, hogy Brettnél egyetlen golyó sem találta el őket, isteni csoda volt, és ezért ott akarja hagyni a bérgyilkos-szakmát.
Miközben Vincent a vécén ül (és ugyanazt a ponyvaregényt olvassa, mint Butch WC-jén), Nyuszimuszi és Tökfej fegyvert rántanak, kiüríttetik a kasszát és elveszik a vendégek pénztárcáját. Jules vallásos hangulatában (hogy ne kelljen az őt kirabolni szándékozót megölnie) a tárcáját átadja, de amikor Tökfej a Brettől a főnök számára visszavett táskát is követeli, kénytelen akcióba lépni: kiveszi Tökfej kezéből a fegyvert. Nyuszimuszi ráfogja a pisztolyát Jules-ra, a visszaérkező Vincent viszont a nőre ránt fegyvert. Ebben a válságos helyzetben Jules mindenkit nyugalomra int. Elmondja a Tökfejnek a gyilkolás előtti szokásos álidézetét a Bibliából:
„Az igaz ember járta ösvényt mindkét oldalról szegélyezi az önző emberek igazságtalansága és a gonoszok zsarnoksága. Áldott legyen az, ki az irgalmasság és jóakarat nevében átvezeti a gyöngéket a sötétség völgyén, mert Ő valóban testvérének őrizője és az elveszett gyermekek meglelője. Én pedig lesújtok majd Te reád hatalmas bosszúval és rettentő haraggal és amazokra is akik Testvéreim ármányos elpusztítására törnek! És majd megtudjátok, hogy az én nevem az Úr, amikor szörnyű bosszúm lesújt rátok.” Ezékiel 25.17
Közli, most nem a bosszúálló akar lenni, hanem az irgalmasságot gyakorló jóakaró. Noha a tárcáját visszaveszi, tartalmát Tökfejnek adja, és hagyja, hogy a két piti rabló a zsákmánnyal távozzon. Ezután csatlakozik Vincenthez, és a táskával elindulnak Marsellushoz.

## A fejezetek időrendben
- Jules és Vincent
- A Bonnie-ügy
- Az étteremben (második rész)
- Az étteremben (első rész) [a második részbe illeszkedve]
- Vincent Vega és Marsellus Wallace felesége
- Az aranyóra

## A Ponyvaregény múzsái
- A filmben felbukkanó francia alkotások közül említhető Jean-Luc Godard 1964-es Bande à partja, ahonnan Tarantino az azóta klasszikussá vált Mia Wallace és Vincent Vega táncjelenetet csente el.
- Vincent Vega jelleme, aki kísértetiesen emlékeztet Jean-Paul Belmondo 1960-ban játszott szerepére a Kifulladásigban (Godard).
- A következő francia kapcsolat a Bonnie ügyben található, ahol is Jules és Jimmy jelenetei könnyen párhuzamba állíthatók François Truffaut Jules és Jim 1962 című filmjével.
- Mr. Wolf Harvey Keitel problémamegoldó jelleme erősen ismerős lehet Luc Besson Nikita című filmjéből. (Az említett film amerikai változatában ő is játszotta el a szerepet!)

Hosszasan sorolhatnánk tovább a kölcsönvett jelenetek, karakterek és dialógusok sorát, amik a filmben felbukkannak, Elvis Presleyt Gyorsiramjától Alfred Hitchcock Psychójáig, de a lényeg megint a végeredmény. A film az 1994-es cannes-i nemzetközi filmfesztiválon elhozta az Arany Pálmát, majd az október 14-i amerikai premiert követően minden addigi várakozást felülmúlva több mint 100 millió amerikai dollár bevételt hozott a Miramax és a Disney konyhájára. A film a BAFTÁ-n, az Arany Glóbuszon, illetve az Oscaron is megkapta a legjobb forgatókönyvért járó díjakat, ami a szakma egyértelmű főhajtását jelezte.

## Szereplők
| Szereplő              | Színész            | Magyar hang          |
| --------------------- | ------------------ | -------------------- |
| Vincent Vega          | John Travolta      | Széles László        |
| Jules Winnfield       | Samuel L. Jackson  | Gáti Oszkár          |
| Mia Wallace           | Uma Thurman        | Für Anikó            |
| Butch Coolidge        | Bruce Willis       | Dörner György        |
| Winston 'Wolf' Wolfe  | Harvey Keitel      | Balázsi Gyula        |
| Marsellus Wallace     | Ving Rhames        | Kránitz Lajos        |
| Tökfej (Ringo)        | Tim Roth           | Mácsai Pál           |
| Nyuszimuszi (Yolanda) | Amanda Plummer     | Vándor Éva           |
| Fabienne              | Maria de Medeiros  | Györgyi Anna         |
| Lance                 | Eric Stoltz        | Viczián Ottó         |
| Jody                  | Rosanna Arquette   | Spilák Klára         |
| Koons százados        | Christopher Walken | Mihályi Győző        |
| Jimmie Dimmick        | Quentin Tarantino  | Gesztesi Károly      |
| Esmeralda Villalobos  | Angela Jones       | Tóth Enikő           |
| Marvin                | Phil LaMarr        | Hevér Gábor          |
| Brett                 | Frank Whaley       | Stohl András         |
| srác a WC-ben         | Alexis Arquette    | Kálid Artúr          |
| Trudi                 | Bronagh Gallagher  | Náray Erika          |
| Maynard               | Duane Whitaker     | Szabó Sipos Barnabás |
| Zed                   | Peter Greene       | Szakácsi Sándor      |
| Paul                  | Paul Calderon      | Kocsis György        |
| A Béna                | Stephen Hibbert    | -                    |
| Buddy Holly           | Steve Buscemi      |                      |

## Fontosabb díjak és jelölések
BAFTA-díj (1995)
- díj: Legjobb férfi mellékszereplő – Samuel L. Jackson
- díj: legjobb eredeti forgatókönyv – Quentin Tarantino, Roger Avary
- jelölés: legjobb film – Lawrence Bender és Quentin Tarantino
- jelölés: legjobb rendezés – Quentin Tarantino
- jelölés legjobb hang – Rick Ash, Stephen Hunter Flick, Ken King és David Zupancic
- jelölés: legjobb vágás – Sally Menke
- jelölés: legjobb  operatőr – Andrzej Sekuła
- jelölés: legjobb férfi főszereplő – John Travolta
- jelölés: legjobb női mellékszereplő – Uma Thurman

Cannes-i fesztivál (1994)
- díj: Arany Pálma

Golden Globe-díj (1995)
- díj: legjobb forgatókönyv – Quentin Tarantino
- jelölés: legjobb rendező – Quentin Tarantino
- jelölés: legjobb filmdráma – Lawrence Bender
- jelölés: legjobb férfi mellékszereplő – Samuel L. Jackson
- jelölés: legjobb férfi főszereplő – John Travolta
- jelölés: legjobb női mellékszereplő – Uma Thurman

Oscar-díj (1995)
- díj: legjobb eredeti forgatókönyv – Quentin Tarantino, Roger Avary
- jelölés: legjobb film jelölés – Lawrence Bender
- jelölés: legjobb rendező jelölés – Quentin Tarantino
- jelölés: legjobb férfi főszereplő – John Travolta
- jelölés: legjobb férfi mellékszereplő – Samuel L. Jackson
- jelölés: legjobb női mellékszereplő – Uma Thurman
- jelölés: legjobb vágás – Sally Menke

## Érdekességek
- A Ponyvaregény eredeti címe Black Mask volt.
- Az eredeti elgondolásban más színészek játszották volna a film karaktereit. Úgymint: Daniel Day-Lewis - Vincent; Paul Calderon - Jules; Mickey Rourke, Matt Dillon és Sylvester Stallone - Butch; Michelle Pfeiffer, Daryl Hannah, Meg Ryan, Joan Cusack és Isabella Rossellini - Mia; Johnny Depp és Christian Slater - Tökfej; és Pam Grier - Jody, akit később Tarantino a Jackie Brown filmre választott ki.
- A 8 millió dolláros költségvetésből 5 millió dollárt tett ki a sztárok gázsija.
- A filmben Vincent Vega (John Travolta) által hajtott 1964-es vörös Chevrolet Malibu Quentin Tarantino saját, a mindennapokban használt autója volt. Az autót a forgatás alatt ellopták, 2013 áprilisában azonban jó állapotban előkerült.[3][4]